# Takahiro Suwa
Takahiro Suwa (諏訪 高広, Suwa Takahiro), né le 31 août 1975, est un catcheur à la retraite japonais plus connu sous le nom de SUWA, surtout à la Pro Wrestling NOAH.

## Carrière

### Toryumon et Dragon Gate
SUWA est entraîné par  Último Dragón, le 11 mai 1997 il fait ses débuts à la Toryumon. Il est le fondateur de la Crazy Max faction avec CIMA, TARU, et Don Fujii. SUWA remporte le Último Dragón Gym Championship, la plus haute ceinture de la promotion, sur Magnum TOKYO le 8 février 2004. Il se blesse lors d'un match face à Dragon Kid le forcant à abandonner son titre. Après plusieurs années, SUWA signe avec la Pro Wrestling NOAH.

### Pro Wrestling Noah
Après son arrivée à la Pro Wrestling NOAH, SUWA passe du côté des méchants. Le 18 septembre 2005, il s'attaque à KENTA le détenteur du titre GHC Junior Heavyweight Championship. SUWA se fait disqualifier face à KENTA après avoir utilisé un objet.
Le 10 décembre 2006, SUWA fait équipe avec TARU, Shuji Kondo et brother YASSHI dans un eight-man-tag-team match face à Akira Taue, Mushiking Terry, Atsushi Aoki et Taiji Ishimori. Après la défaite de l'équipe, SUWA annonce l'arrêt de sa carrière de catcheur. Dans son dernier match, le 21 janvier 2007, il fait équipe avec Yoshihiro Takayama et Minoru Suzuki, pour perdre face à KENTA, Naomichi Marufuji et Takeshi Rikio. Durant le match, SUWA se retourne face à ses coéquipiers.

## Palmarès et récompenses
- Distrito Federal 
  - Distrito Federal Trios Championship (1 fois) avec Shiima Nobunaga et Sumo Fuji

- Michinoku Pro Wrestling 
  - Futaritabi Tag Team League (1999) avec CIMA

- Toryumon Japan 
  - Último Dragón Gym Championship (1 fois)
  - UWA World Trios Championship (3 fois) avec CIMA et Don Fujii
  - NWA World Welterweight Championship (1 fois)
  - British Commonwealth Junior Heavyweight Championship (1 fois)

## Récompenses des magazines
- Pro Wrestling Illustrated

| Année | 2003 | 2004 | 2005       | 2006 |
| ----- | ---- | ---- | ---------- | ---- |
| Rang  | 161  | 235  | Non classé | 338  |